# Chiriqui-Wachteltaube
Die Chiriqui-Wachteltaube (Geotrygon chiriquensis, Syn.: Zentrygon chiriquensis) ist eine Art der Taubenvögel. Sie kommt ausschließlich in Mittelamerika vor. Die Art gilt als in ihrem Bestand nicht gefährdet.

## Erscheinungsbild
Die Chiriqui-Wachteltaube erreicht eine Körperlänge von 30 Zentimetern und wiegt durchschnittlich 295 Gramm. Es ist eine große, langschwänzig und kompakt gebaute Erdtaube, die in ihrem Erscheinungsbild sehr viel Ähnlichkeit mit der Peru-Wachteltaube aufweist. Die Chiriqui-Wachteltaube ist allerdings etwas kleiner. Ein Geschlechtsdimorphismus ist nicht vorhanden, die Weibchen sind lediglich etwas kleiner als die Männchen.
Das Gesicht und der Vorderkopf sind mauverosa. Der Oberkopf ist grau. Durch das Gesicht verlaufen zwei schwarze schmale Streifen. Ein Streifen verläuft von der Schnabelbasis über das Auge zum Nacken. Ein zweiter darunter von der Wange bis zu den Ohrflecken. Der Hals, der Rücken und die Flügeldecken sind dunkelrotbraun. Der Mantel ist violettrötlich. Die Handschwingen sind dunkel olivbraun. Die Brust ist warm gelbbraun und rosa überhaucht. Der Bauch und die Unterschwanzdecken sind kräftig gelbbraun. Die Iris ist rötlichbraun. Der Schnabel ist dunkelgrau bis schwarz. Die Füße sind rötlich.

## Verbreitungsgebiet und Lebensraum
Die Chiriqui-Wachteltaube kommt ausschließlich in Panama und Costa Rica vor. Das Verbreitungsgebiet umfasst insgesamt nur 16.400 Quadratkilometer. Der Bestand ist nach Einschätzung der IUCN stabil. Sie ist allerdings in ihrem Verbreitungsgebiet nirgendwo häufig.
Der Lebensraum der Chiriqui-Wachteltaube sind primäre tropische und subtropische Bergwälder. Die Höhenverbreitung reicht von 600 bis 1.700 Meter. Vereinzelt kommt sie allerdings auch bis zu 3.000 Meter über NN. vor. Sie ist auf ein weitgehend unzerstörtes und dichtes Unterholz angewiesen. Auf Holzeinschlag reagiert sie empfindlich. Sekundärwald nutzt sie nur da, wo er unmittelbar an Primärwald angrenzt.

## Lebensweise
Die Chiriqui-Wachteltaube ist ein Standvogel. Sie ist scheu und unauffällig und kommt meist einzeln oder in Paaren vor. Sie ist eine erdbewohnende Taube, die auch bei Gefahr eher laufend Schutz im Unterholz sucht als dass sie auffliegt. Ihre Nahrung findet sie nur am Boden. Das Nahrungsspektrum umfasst Sämereien, kleine Früchte und vermutlich auch Wirbellose. Die Fortpflanzungszeit fällt in den Zeitraum Juni bis Oktober. Das Nest wird niedrig im Unterholz errichtet. Das Gelege besteht aus einem bis zwei Eiern.

## Haltung in menschlicher Obhut
Die Chiriqui-Wachteltaube wurde erstmals 1953 in Kalifornien gehalten und 1955 erstmals gezüchtet.

## Belege

### Weblink
- Zentrygon chiriquensis in der Roten Liste gefährdeter Arten der IUCN 2013.2. Eingestellt von: BirdLife International, 2012. Abgerufen am 6. Februar  2014.